# Frank Lautenberg
Frank Raleigh Lautenberg (23. januar 1924 - 3. juni 2013 i Paterson, New Jersey) var en amerikansk demokratisk senator som repræsenterer delstaten New Jersey. Lautenberg har uddannet i økonomi fra Columbia University. Han blev valgt ind i senatet i 1982, og genvalgt i 1988 og 1994. Han blev ikke genvalgt i 2000, men kom tilbage og blev valgt igen i 2002. Han blev genvalgt i 2008.